# نهلة القدسي
نهلة القدسي (1927- 2015 م) امرأة سورية من سيِّدات المجتمع، وهي الزوجة الثالثة للفنان المصري محمد عبد الوهاب، وكان تزوَّجها قبله رئيس الوزراء الأردُنِّي الشاعر عبد المنعم الرفاعي، ولها منه السفير الأردنِّي في القاهرة عمر الرفاعي. استمرَّ زواجها بالموسيقار محمد عبد الوهاب من عام 1958 حتى وفاته عام 1991.

## سيرتها
وُلدت نهلة القُدْسِي في دمشق، عام 1927 لأسرة سورية عريقة من بني قضيب البان في مدينة حلب، وأمٍّ أردنِّية تركية، وهي وحيدة والديها. انتقلت مع أمِّها إلى الأردنِّ وهي طفلة في السابعة من عمرها، وفيها نشأت ودرست المراحل كلها حتى الجامعة.
كانت محبَّة للفنون وتُجيد العزف على البيانو، ولعب الشِّطرنج، وتتمتع بحسٍّ فني مرهف في الغناء والتمثيل والمسرح، وكانت لها صداقة بالفنان فريد الأطرش وإيمان وفؤاد الأطرش.
تزوَّجت نحو عام 1951، بالشاعر والدبلوماسي والسياسي الأردنِّي عبد المنعم الرفاعي الذي صار رئيسًا للوزراء في الأردن، وولدت له عمر الذي صار سفيرًا للأردن في القاهرة.
كانت عام 1957 في زيارة إلى بيروت ونزلت بفندق البریستول، وصادف ذلك نزول الملحِّن المصري محمد عبد الوهاب في الفندق نفسه، وكان حينئذ مريضًا، ورغبت بعضُ السيدات من صديقات نهلة في زيارته فرافقتهن، وحدث التعارفُ بينها وبينه، الذي تطور إلى عَلاقة حب. وفي نهاية عام 1957 سافر عبد الوهاب إلى أوربا بعد طلاقه وانفصاله عن زوجته الثانية بمدَّة وجيزة، ليقابل هناك السيدة نهلة التي كانت طُلقت من زوجها الرفاعي وسافرت إلى أوربا أيضًا، وحصل الاتفاق على الزواج.
قابل عبد الوهاب والدها، وعُقد قرانهما في دمشق، وحضر زفافهما الكاتبُ أنيس منصور، وقضَيا شهر العسل في مَصِيف بلودان. لتكون نهلة القدسي الزوجةَ الثالثة والأخيرة لعبد الوهاب، واستمرَّ زواجهما حتى وفاته في عام 1991.
قالت عن صلتها بزوجها عبد الوهاب: لم أكن أشعر بالاستقلال عن عبد الوهاب تمامًا، فشخصيَّتي أصبحت مندمجة مع شخصيته، وأصبحنا شخصية واحدة. أعطيته البيت والاستقرار والراحة، وأخذت منه التعقل والصبر والتسامح. وكان شخصًا عاديًّا، وغيرَ مُتعِب، على عكس ما يعتقد البعض أن الفنان يصعب إرضاؤه.. وأغلى ما عنده صحته وفنه.
وصفتها ابنة زوجها عفَّت عبد الوهاب قائلة: إن السيِّدة نهلة القدسي بمنزلة أم ثانية لنا، وفي قلوبنا لها محبة كبيرة لا أستطيع أن أعبِّر عنها، لأنها تولت تربيتي أنا وأشقائي بعد رحيل أمي رحمها الله، وأحسنت تربيتنا، وكانت تتعامل معنا بمنتهى حنان الأم؛ ولذلك نحن أبناء عبد الوهاب نعدُّ ابنَها شقيقًا لنا.

## أغنية هان الود
وقع بين نهلة القدسي ومحمد عبد الوهاب خلاف شديد، فغادرت مصر إلى الأردن غاضبة، وحاول استرضاءها مرَّات وهي ترفض العودة. فنشرت جريدة "الوقائع المصرية" مقالًا بعنوان "هان الود" تحدث فيه كاتبه عمَّا وقع بين الموسيقار وزوجته. فاستاء عبد الوهاب من المقال ونَشْر الخبر، ومضى إلى صديقة الشاعر أحمد رامي وقصَّ عليه حكاية المقال، فأخذ رامي عنوان المقال وبدأ يكتب كلمات أغنية عامية مطلعها:
وأعجب بها عبد الوهاب فلحَّنها وغنَّاها، وبعد أن أذيعت الأغنية وسمعتها نهلة القدسي تأثَّرت بكلماتها وفهمت الرسالة منها، فعادت إلى بيتها وزوجها.

## وفاتها
توفيت نهلة القدسي في عمَّان بالأردن، صباح يوم الأحد 16 أغسطس 2015. وحضر أولاد زوجها الموسيقار الراحل تشييعها؛ محمد، وعصمت، وعفت عبد الوهاب. وعانت نهلة في السنوات الثلاث الأخيرة أمراض الشيخوخة ومشاكل في العظام، ممَّا جعلها تسافر إلى الأردن وتقيم عند ابنها الدبلوماسي عمر الرافعي.

## وصلات خارجية
- البرنامج الإذاعي׃ حروف وأغنيات ˖˖ نهلة القدسي